# Ніколь Єргін
Ніколь Єргін (англ. Nicole Yeargin, нар. 11 серпня 1997) — британська легкоатлетка, яка спеціалізується у бігу на короткі дистанції.

## Спортивні досягнення
Бронзова олімпійська призерка зі змішаного естафетного бігу 4×400 метрів та з аналогічної дисципліни серед жінок (2024). Олімпійська фіналістка (2021) зі змішаного естафетного бігу 4×400 метрів (6-е місце) та з аналогічної дисципліни серед жінок (5-е місце).
Дворазова бронзова призерка чемпіонатів світу з естафетного бігу 4×400 метрів серед жінок (2022, 2023).
Бронзова призерка чемпіонату Європи з естафетного бігу 4×400 метрів серед жінок (2022).
Бронзова призерка Ігор Співдружності з естафетного бігу 4×400 метрів серед жінок (2022).